# Rok zwrotnikowy
Rok zwrotnikowy (tropikalny, tropiczny, słoneczny) – czas pomiędzy dwoma kolejnymi przejściami Słońca przez punkt równonocy wiosennej (punkt Barana). Wskutek zjawiska precesji punkt Barana przesuwa się o około 50 sekund łuku na rok względem gwiazd w kierunku przeciwnym do pozornego ruchu Słońca po ekliptyce i dlatego rok zwrotnikowy jest krótszy od gwiazdowego (w roku 2000 różnica wynosiła 20,409 minuty, w 1900 – 20,4).
Czas mierzony pomiędzy różnymi punktami ma inną wartość. Wybierając jako punkt startowy równonoc wiosenną, otrzymamy rok równonocy wiosennej. Uśredniając pomiary po wszystkich czterech kardynalnych punktach (równonoc wiosenna, przesilenie letnie, równonoc jesienna i przesilenie zimowe), otrzymamy średni rok zwrotnikowy.
Słowo „tropikalny” („tropiczny”) pochodzi od greckiego „tropos” (τρόπος), oznaczającego „zwrot”. Zwrotniki Raka i Koziorożca wyznaczają graniczne szerokości geograficzne, gdzie Słońce może znajdować się w zenicie.
Rok zwrotnikowy wyznacza cykl zmian pór roku.

## Bieżąca wartość średnia
Ostatnia wartość średnia roku zwrotnikowego w chwili J2000.0 (1 stycznia 2000, 12:00 TT), zgodnie z niekompletnym rozwiązaniem analitycznym Xaviera Moissona, wynosi:
365,242 190 419 dni SI
Starsza wartość zgodnie z kompletnym rozwiązaniem opisanym przez Meeusa wynosiła:
365,242 189 670 dni SI.
Ze względu na zmiany w szybkości precesji oraz orbity Ziemi, wyznaczono stałą poprawkę w długości roku zwrotnikowego. Liniowy składnik wielomianu wynosi:
różnica w dniach = −0,000 000 061 62 × a dnia (a w latach juliańskich od J2000.0),
lub około 5 ms w ciągu roku, co oznacza, że 2000 lat temu rok zwrotnikowy był o 10 sekund dłuższy.
Uwaga: wszystkie użyte na niniejszej stronie wzory dostosowane są do długości dnia wynoszącej dokładnie 86400 sekund SI. a mierzone jest w latach juliańskich (365,25 dnia) od epoki J2000.0. Skalą czasu jest Czas ziemski (ang. Terrestrial Time), bazujący na zegarach atomowych (poprzednio używany był czas efemeryczny, różniący się od czasu uniwersalnego, związanego z nieprzewidywalnymi odchyłkami w ruchu obrotowym Ziemi. Mała, ale akumulująca się, różnica (oznaczana ΔT) jest istotna dla obliczeń odnoszących się do czasu obserwowanego z Ziemi, np. według kalendarzy i historycznych obserwacji (np. zaćmień).

## Różne długości
W zależności od wybranego punktu odniesienia, długość roku zwrotnikowego różni się. Powodem jest nałożenie się dwóch zjawisk: właściwie stała wartość precesji oraz zmienna prędkość obiegu Ziemi w ciągu roku. Ziemia w pobliżu peryhelium swojej orbity (obecnie około 3-4 stycznia) porusza się najszybciej. Mierząc czas od przesilenia zimowego (około 21-22 grudnia), a zatem blisko peryhelium, rok tropikalny będzie dłuższy od średniego.
Podobnie, obierając za punkt odniesienia przesilenie letnie, kiedy Ziemia porusza się wolniej niż średnio, zmierzony rok będzie krótszy od średniego. Punkty równonocy są pośrodku i w chwili obecnej rok mierzony względem nich jest znacznie bliższy wartości średniej.
Aktualne długości roku zwrotnikowego oraz ich roczne zmiany, w zależności od obranego punktu odniesienia:
| Równonoc wiosenna               | 365,242 374 04 + 0,000 000 103 38 × a dni |
| Przesilenie letnie (północne)   | 365,241 626 03 + 0,000 000 006 50 × a dni |
| Równonoc jesienna               | 365,242 017 67 − 0,000 000 231 50 × a dni |
| Przesilenie zimowe (południowe) | 365,242 740 49 − 0,000 000 124 46 × a dni |

Średnią powyższych czterech wartości jest 365,2422 dni SI (średni rok zwrotnikowy). Wartość średnia maleje, co oznacza, że lata stają się coraz krótsze (mierząc ich długość w sekundach). Ponadto, dni stają się powoli coraz dłuższe, mierząc również w sekundach, zatem liczba dni w roku również spada.
Różnice pomiędzy różnymi typami lat są relatywnie niskie (w obecnej konfiguracji orbitalnej Ziemi). Dla przykładu: na Marsie różnice te są o rząd większe: rok równonocy wiosennej = 668,5907 dni marsjańskich (soli), rok letniego przesilenia = 668,5880 soli, rok równonocy jesiennej = 668,5940 soli, rok zimowego przesilenia = 668,5958 soli, podczas gdy rok zwrotnikowy ma długość 668,5921 soli. Dzieje się tak ze względu na większą ekscentryczność orbity Marsa.